# Achorotile nobilis
Achorotile nobilis är en insektsart som beskrevs av Dlabola 1961. Achorotile nobilis ingår i släktet Achorotile och familjen sporrstritar.
Artens utbredningsområde är Rumänien. Inga underarter finns listade i Catalogue of Life.